# Municipio de Medicine (condado de Livingston)
El municipio de Medicine (en inglés: Medicine Township) es un municipio ubicado en el condado de Livingston en el estado estadounidense de Misuri. En el año 2010 tenía una población de 164 habitantes y una densidad poblacional de 2,12 personas por km².

## Geografía
El municipio de Medicine se encuentra ubicado en las coordenadas 39°55′39″N 93°25′11″O / 39.92750, -93.41972. Según la Oficina del Censo de los Estados Unidos, el municipio tiene una superficie total de 77.4 km², de la cual 76,79 km² corresponden a tierra firme y (0,79 %) 0,61 km² es agua.

## Demografía
Según el censo de 2010, había 164 personas residiendo en el municipio de Medicine. La densidad de población era de 2,12 hab./km². De los 164 habitantes, el municipio de Medicine estaba compuesto por el 100 % blancos. Del total de la población el 0 % eran hispanos o latinos de cualquier raza.